# Wallace Geoffrey
Wallace Geoffrey foi um ator e escritor britânico.

## Filmografia selecionada
Ator
- Brown Sugar (1931)
- The House Opposite (1931)
- The Flying Fool (1931)
- Life Goes On (1932)
- Aren't We All? (1932)
- On Secret Service (1933)
- Boomergand (1934)
- The Outcast (1934)
- The Return of Bulldog Drummond (1934)
- Chick (1936)
- The Scarab Murder Case (1936) (perdido)
- Premiere (1938)